# Gordon, Quận Douglas, Wisconsin
Gordon là một thị trấn thuộc quận Douglas, tiểu bang Wisconsin, Hoa Kỳ. Năm 2010, dân số của thị trấn này là 616 người.